# Río Abajo (Cidra)
Río Abajo es un barrio ubicado en el municipio de Cidra en el Estado Libre Asociado de Puerto Rico. En el Censo de 2010 tenía una población de 1097 habitantes y una densidad poblacional de 195,19 personas por km².

## Geografía
Río Abajo se encuentra ubicado en las coordenadas 18°11′14″N 66°11′24″O / 18.18722, -66.19000. Según la Oficina del Censo de los Estados Unidos, Río Abajo tiene una superficie total de 5.62 km², de la cual 5.62 km² corresponden a tierra firme.

## Demografía
Según el censo de 2010, había 1097 personas residiendo en Río Abajo. La densidad de población era de 195,19 hab./km². De los 1097 habitantes, Río Abajo estaba compuesto por el 82.95% blancos, el 4.19% eran afroamericanos, el 0.55% eran amerindios, el 10.76% eran de otras razas y el 1.55% pertenecían a dos o más razas. Del total de la población el 99.54% eran hispanos o latinos de cualquier raza.